# Gillet Modele 1928
Gillet Modele 1928 — опытный французский двухместный полностью бронированный мотоцикл межвоенного периода. На вооружение не принимался и серийно не производился, был построен единственный опытный экземпляр машины.

## История создания
В 1928 году фирмой французского инженера Рене Жилле (фр. René Gillet) был построен опытный образец разработанного в инициативном порядке бронированного мотоцикла оригинальной конструкции, предназначавшегося для нужд полиции. Мотоцикл показал неудовлетворительные результаты испытаний и не был принят на вооружение, работы по нему были свёрнуты и более в данном направлении фирмой не проводились, а сама опытная машина была разбронирована.

## Описание конструкции
Бронированный мотоцикл был создан на базе шасси серийного мотоцикла Гиллета Type J 1000ccm с коляской и представлял собой трёхколёсный лёгкий бронеавтомобиль, имевший башенную компоновку с независимыми отделением управления, находящимся в средней части корпуса, и расположенным по правому борту (на месте мотоциклетной коляски) боевым отделением. Экипаж машины состоял из двух человек — водителя и стрелка.

### Броневой корпус и башня
Броневой корпус машины — сложной формы, собранный из броневых листов толщиной до 5 мм с применением рациональных углов наклона. Носовая часть бронекорпуса, прикрывавшая моторное отделение и рулевое управление, была образована двумя установленными вертикально прямыми боковыми листами и верхним листом изогнутой формы, защищавшим также лобовую проекцию; каждый из этих листов имел по три вентиляционные щели для доступа воздуха к силовой установке. Следом располагалась броневая рубка отделения управления с передним листом, расположенным под близким к 45° углом. Справа от рубки, на месте коляски, находилась крупная цилиндрическая надстройка боевого отделения с поворотной башней.

### Вооружение
Вооружение мотоцикла состояло из одного 8-мм пулемёта «Гочкисс», установленного в башне. Горизонтальный угол обстрела ограничивался лишь броневой рубкой водителя и составлял 320—330°.

### Средства наблюдения и связи
Водитель осуществлял наблюдение через смотровой люк в лобовом бронелисте рубки и две смотровые щели в бортовых броневых листах кабины, стрелок — через четыре смотровые щели башни.

### Ходовая часть
Ходовая часть машины была стандартной для мотоциклов с колясками: колёсная, с управляемым передним, ведущим задним и неведущим задним боковым колёсами.

### Электрооборудование
Электрооборудование включало две фары наружного освещения — в носовой части корпуса и на крыше башни.